# タペンス

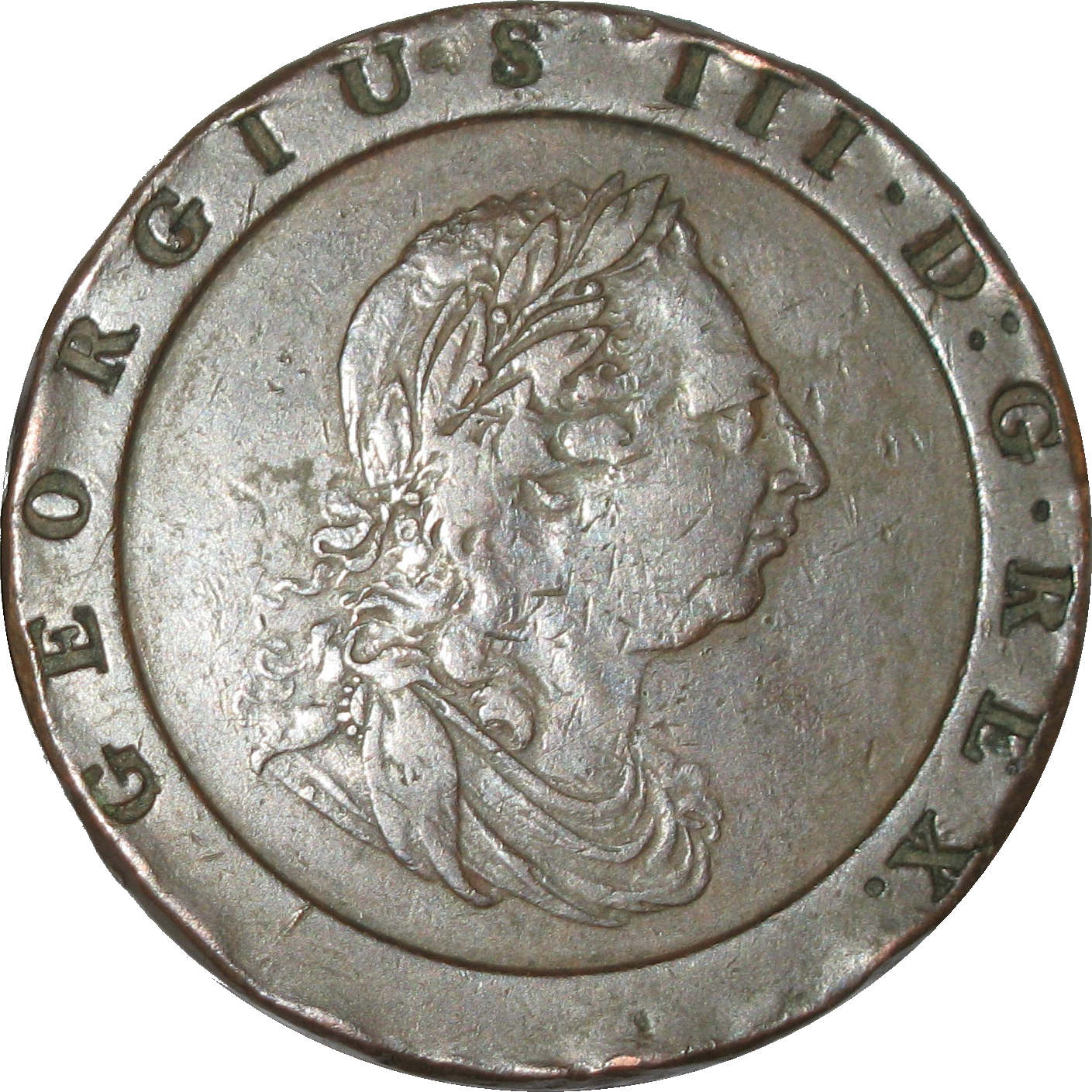
タペンス硬貨の表面。発行当時の統治者であるジョージ3世が描かれている。

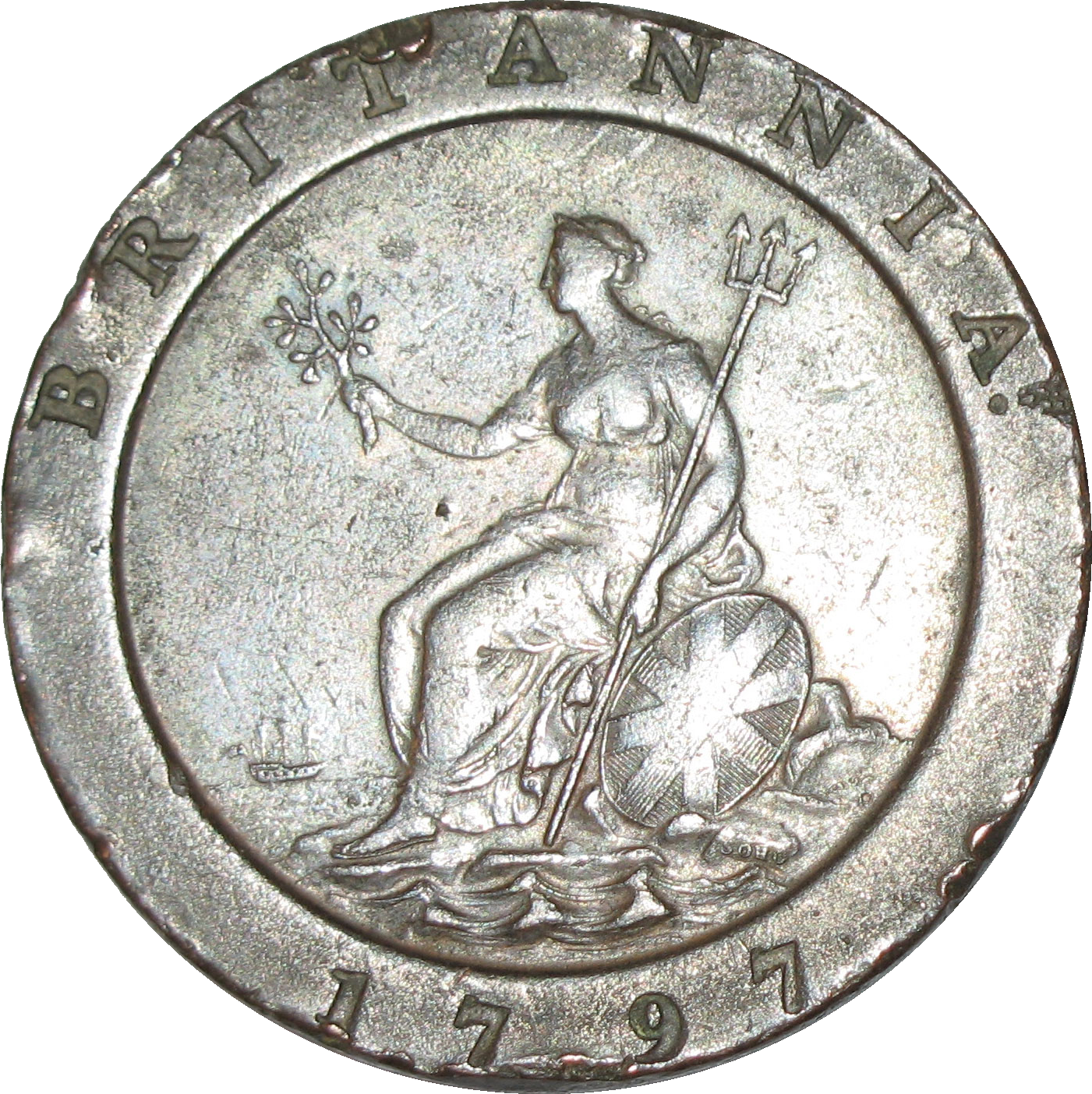
タペンス硬貨の裏面。女神ブリタニアが描かれている。

タペンス（英: twopence、tuppence）は、かつてイギリスで使用されていた硬貨（銅貨）。1797年7月26日の布告により、1シリングの下位を成す法定通貨として規定された。1860年、新たに発行された青銅貨によって置き換えられた。

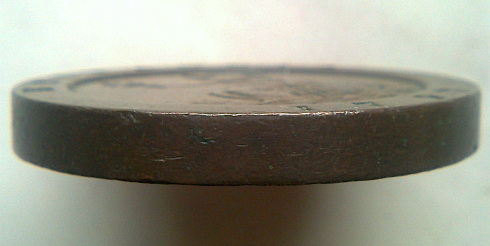
2ペンス硬貨の端、1797年。ジョージ3世。

2ペンス (two pence) と等価であり、タペンス硬貨 (twopence) の語源となった。また1/120ポンドとも等価である。短命な硬貨で、ジョージ3世治世の1797年にソーホー造幣局から発行されたのみに留まった。1971年2月15日にイギリスの貨幣制度が十進法に切り替えられるまでの硬貨であり、それ以降の十進法に基づいた2ペンス硬貨とは異なる。
また、2ペンスと等価であるハーフゴート銀貨（英語版）をタペンスと呼ぶこともあった。この意味でのタペンス（銀貨）は、1662年以降はキリスト教の洗足式の儀礼用にのみ用いられている。

## 歴史
1660年、銀の価格の高騰を受け、市場流通用のペニー銀貨の造幣は政府によって一時中断された。これにより1700年代末までペニーの流通量が不足し、商人や鉱業関連の企業は自らトークン（代用貨幣）となる銅貨を製造する必要に迫られた。一例に、ウェールズ北西部のアングルシー島にある銅山パリス山の採掘業者では莫大な量のトークンを発行していた（ただし許容される発行量は厳しく制限されていた）。
市場の硬貨不足を解消すべく、1797年に政府は企業家のマシュー・ボールトン対し、彼がバーミンガムに設立したソーホー造幣局でペニー銅貨とタペンス硬貨を製造する許可を与えた。造幣に際し硬貨は額面と硬貨素材の価値が等価となることが求められており、タペンス硬貨は額面の2ペンスに相当する銅2オンスで製造されたため、それまでのペンス銀貨よりも明らかに大きな硬貨となった。その大きさと、文字が刻印された厚みのある縁が特徴的だったことから、タペンス硬貨は cartwheel（車輪）と通称された。このカートホイール・タペンスはすべて1797年の発行年が刻印されており、合計で約72万枚が発行された。
私的に発行され各地方で用いられていたトークンは1802年までに流通しなくなった。しかしその後10年間に銅の価値が再び高騰するとそのようなトークンが復活し、1811年（一部地方では1812年）まで顕著に用いられ、政府発行の銅貨は以前にも増して商取引のために鋳潰された。王立造幣局は1816年、金貨・銀貨を大量発行する大規模な計画を打ち出した。さらに1817年には、トークンの私的発行の抑え込みを目的に、私的トークンの発行禁止と違反時の重罰を規定した法律が国会を通過した。
1857年に王立造幣局の調査が行われ、3分の1相当の銅貨が、主に広告によって損耗されていることが分かった。数年後には造幣局長官のトーマス・グラハムが当時財務大臣であったグラッドストンに対し、市場から既存の銅貨の大部分を回収することと、より使いやすく便利な銅貨へ刷新して導入することが有用であることを訴え、新硬貨を発行するよう説得した。グラハムの働きかけにより1860年にブロンズ製の新硬貨が導入され、翌年以降旧銅貨からの移行が進められた。新硬貨ではタペンス銅貨と異なり、額面と素材を等価とする基準は撤廃された。

## デザイン
タペンスは2オンスの重量と1.6インチの直径で造幣された。表面には右を向いたジョージ3世の肖像が描かれ、厚みを持たせた縁部分にはラテン語の省略記法による GEORGIUS III D G REX（「ジョージ3世、神の恩寵による王」の意）の文字が刻印されている。また、王が着ているベールの一番下のひだのくぼみの部分には K の文字が浮かび上がるように作られており、これはドイツ人彫刻師、コンラート・ハインリヒ・キュヒラー (Conrad Heinrich Küchler) が意匠を手掛けたことを意味して織り込まれた彼のイニシャルである。
裏面には左を向いて座る女神ブリタニアが描かれ、左手に三叉槍（トライデント）を軽く握り、伸ばした右手にはオリーブの枝を握っている。足元には波が、左には小さな船が、右側（左足の脇）にはグレートブリテン王国のユニオンジャックをあしらった盾がそれぞれ描かれている。上側の縁には BRITANNIA の刻印があり、下側の縁には 1797 の西暦が刻印されている。裏面も先述の彫刻師キュヒラーによるものである。また、盾のすぐ下には、硬貨がソーホー造幣局発行であることを示す SOHO の浮彫も存在する。

## 文化におけるタペンス
英語においてタペンス (twopence, two pence) は「非常に小さい額・量」を表し、特に (not) to care twopence（「タペンスを気にする（しない）」）の成句で用いられる。また for twopence は「朝飯前に」、「最小限の励まし」等の意味で用いられる。